# 巨椋池本線料金所
巨椋池本線料金所（おぐらいけほんせんりょうきんしょ）は、京都府京都市伏見区の第二京阪道路の本線上にある本線料金所である。
第二京阪道路と第二京阪道路（油小路線）の境界付近にある。京都市内方面行きの料金所では入口インターチェンジから第二京阪道路（油小路線）の料金を合わせて徴収している。久御山JCT方面行きの料金所では通行券の発券を行っている。

## 料金所
ブース数：6

### 京都市内方面
- ブース数：3
  - ETC専用：2
  - 一般：1

### 久御山JCT方面
- ブース数：3
  - ETC専用：2
  - 一般：1

## 歴史
- 2008年1月19日 : 第二京阪道路阪神高速8号京都線接続部 - 巨椋池IC間開通により、開設。

## 隣
E89 第二京阪道路
(8-08)伏見IC - 巨椋池TB - (1) 巨椋池IC